# مگی شیو
مگی شیو (انگلیسی: Maggie Shiu؛ زادهٔ ۲۷ فوریه ۱۹۶۵) یک هنرپیشه اهل جمهوری خلق چین است.
از فیلم‌ها یا برنامه‌های تلویزیونی که وی در آن نقش داشته است می‌توان به انتخابات و بندر سر راه اشاره کرد.